# John Reardon
John Henry Reardon (Halifax, Nueva Escocia; 30 de julio de 1975) es un actor y jugador de fútbol universitario canadiense. 
Antes de 2015, Reardon apareció como Blake Laviolette en la serie de televisión de CBC Arctic Air y tuvo un papel recurrente como Greg Cameron en la serie de Showcase Continuum.

## Biografía
Reardon estudió a Shakespeare en la Real Academia de Arte Dramático (RADA) en London, así como en The Second City en Los Ángeles y Toronto. Estando en la Universidad de Mount Allison, Reardon consideró estudiar una carrera de medicina, pero al crecer, su sueño fue convertirse en un atleta profesional. fue un gran jugador de fútbol en el colegio Mount Allison de 1993 a 1997.
Comenzó a actuar en 2001 y ha aparecido en varias series de televisión y películas, cómo Tru Calling interpretando a Randall Thompson, White Chicks como Heath, Scary Movie 4 como Jeremiah y Merlin's Apprentice en el papel de Jack. A principios de 2013, ha tenido papeles en Arctic Air y Continuum. 
En Arctic Air, John Reardon interpretó a Blake Laviolette,un joven guapo piloto que estaba en secreto envuelto con su compañera y también piloto Krista Ivarson.
En Continuum, Reardon interpreta a Greg Cameron, el marido del personaje principal, Kiera Cameron.

## Vida personal
En 2008, Reardon contrajo matrimonio con su novia, Meghan Ory. Los dos habían trabajado previamente juntos en la miniserie Merlin's Apprentice.

## Filmografía

### Cine
| Año  | Título                | Papel                                     | Notas        |
| ---- | --------------------- | ----------------------------------------- | ------------ |
| 2004 | White Chicks          | Heath                                     |              |
| 2005 | Fallen                | El Hombre                                 | Cortometraje |
| 2006 | Scary Movie 4         | Jeremiah                                  |              |
| 2008 | Make It Happen        | Joel                                      |              |
| 2010 | Super Hybrid          | David                                     |              |
| 2010 | Tron: Legacy          | Joven Kevin Flynn / Clu (doble de cuerpo) |              |
| 2016 | Love on the Sidelines | Danny Holland                             |              |

### Televisión
| Año     | Título                                | Papel                   | Notas                                                                                       |
| ------- | ------------------------------------- | ----------------------- | ------------------------------------------------------------------------------------------- |
| 2001    | The Chris Isaak Show                  | Bruce                   | Acreditado como John Henry Reardon                                                          |
| 2002–05 | Edgemont                              | Josh Wyatt              | 11 episodios                                                                                |
| 2002    | The Twilight Zone                     | Sam                     | Episodio: "Dream Lover"                                                                     |
| 2002    | The Real World Movie: The Lost Season | Adam                    | Película para TV                                                                            |
| 2003    | Andrómeda                             | Luck                    | Acreditado como John Henry Reardon; Episodio 4.01: "Answers Given to Questions Never Asked" |
| 2003    | 1st to Die                            | David Brandt            | Acreditado como John Henry Reardon                                                          |
| 2004    | Tru Calling                           | Randall Thompson        | 3 episodios                                                                                 |
| 2004    | The Thing Below                       | Lance Taylor            | Cortometraje                                                                                |
| 2005    | Severed                               | Greg                    | Película para TV                                                                            |
| 2006    | Merlin's Apprentice                   | Jack                    | Película para TV; Secuela de la miniserie de 1998, Merlin                                   |
| 2006    | The L Word                            | Residente / Padre Joven | 2 episodios                                                                                 |
| 2007    | Painkiller Jane                       | Brian                   | 9 episodios                                                                                 |
| 2007    | Blue Smoke                            | Josh                    |                                                                                             |
| 2007    | A Valentine Carol                     | Matt                    |                                                                                             |
| 2008    | 7 Things to Do Before I'm 30          | Danny                   | Película para TV                                                                            |
| 2008    | Son of the Dragon                     | D.B.                    | Película para TV                                                                            |
| 2010    | Eureka                                | Dr. Derek Thergood      | Episodio 4.07: "Stoned"                                                                     |
| 2011    | Hellcats                              | Jimmy                   | Episodio 1.16: "Fancy Dan"                                                                  |
| 2011    | Bringing Ashley Home                  | David Powell            | Película para TV                                                                            |
| 2011    | Clue                                  | Wheeler                 | 2 episodios                                                                                 |
| 2012    | Deadly Hope                           | Michael Kirby           | Película para TV                                                                            |
| 2012    | The Philadelphia Experiment           | Oficial Carl Reed       | Película para TV; Remake of de la película de 1984 del mismo nombre                         |
| 2012–14 | Arctic Air                            | Blake Laviolette        | Reparto principal (Temporadas 1–3; 35 episodios)                                            |
| 2012–14 | Continuum                             | Greg Cameron            | Reparto recurrente (Temporadas 1–3); 10 episodios                                           |
| 2013    | Supernatural                          | Shane / Prometeo        | Episodio 8.16: "Remember the Titans"                                                        |
| 2014    | The Christmas Secret                  | Jason                   | Película para TV                                                                            |
| 2014    | When Calls the Heart                  | Nate                    | 2 episodios                                                                                 |